# Rhysium spilotum
Rhysium spilotum là một loài bọ cánh cứng trong họ Cerambycidae.